# Sexy Harem Ada Kaleh
Sexy Harem Ada Kaleh este un film românesc din 2001 regizat de Mircea Mureșan. În rolurile principale joacă actorii Ștefan Bănică Jr. și Jean Constantin, ca fiul și respectiv tatăl acestuia. În România, a avut premiera la 19 octombrie 2001. Coloana sonoră este interpretată de formația Holograf.

## Rezumat
Mircea Mureșan afirmă că și-a imaginat că Ismail este originar din Insula Ada Kaleh. În tinerețe el a avut o mare dragoste, în urma căreia s-a născut un băiat, Gicu, de care însă nu mai știe nimic. După scufundarea insulei, Ismail s-a refugiat la Istanbul. După 1989 revine în România și deschide un local, pe care-l numește „Sexi Harem Ada Kaleh”, alături de Gina, Cora și Costel. Fiul său, Gicu, îl vede la o emisiune de televiziune - „Români fericiți în România” - și decide că trebuie să-și întâlnească tatăl.

## Distribuție
- Ștefan Bănică Jr. — Gicu, tânăr din Orșova
- Rona Hartner — Lucica, prietena lui Gicu
- Jean Constantin — Ismail Demirel, turc originar din Ada Kaleh, patronul clubului Sexy Harem Ada Kaleh[1]
- Stela Popescu — Cora, soția lui Costel, patroana unei agenții matrimoniale
- Alexandru Arșinel — Costel, prietenul lui Ismail, patronul clubului Sexy Harem Ada Kaleh
- Tamara Buciuceanu-Botez — tanti Mara, mama lui Gicu
- Rodica Mureșan — Gina, ingineră textilistă, patroana clubului Sexy Harem Ada Kaleh
- Tudorel Filimon — Bombonel, pictor pederast
- Ileana Stana Ionescu — Simina, fostă baletistă la Teatrul Fantasio, văduva actorului Dem Plătică
- Mișu Fotino — moș B, actor pensionar
- Brândușa Mircea — barmanița Mimi
- Raluca Petra — Mioara („Mochi”), nepoata Siminei
- Miruna Coca-Cosma — reporterița TV
- Alexandru Lungu — ceferistul din Gara de Nord
- Radu Hârjeu — comisarul Barbăneagră de la Garda Financiară
- Iulian Coruț
- Silviu Coruț
- Traian Zecheru
- Sorin Ivănescu
- Adrian Drăgușin
- Radu Lascu
- Dan Vasilescu
- Ion Cristescu
- Mircea Caraman — paznicul de la club
- Radu Cristian Nicolae
- Dan Bittman — solistul trupei care cântă în clubul de noapte (nemenționat)
- Mircea Mureșan — fotograful care iese din biserică (nemenționat)

## Primire
Filmul a fost vizionat de 14.515 de spectatori în cinematografele din România, după cum atestă o situație a numărului de spectatori înregistrat de filmele românești de la data premierei și până la data de 31 decembrie 2014 alcătuită de Centrul Național al Cinematografiei.